# Carter Motor Car Company
Carter Motor Car Company war ein US-amerikanischer Hersteller von Automobilen.

## Unternehmensgeschichte
Die Brüder A. Gary Carter und Frank L. Carter hatten bereits in ihrer Washington Motor Car Company und Carter Brothers Motor Company Erfahrungen im Automobilbau gesammelt. Im Oktober 1921 gründeten sie zusammen mit L. L. Stephens das Unternehmen. Der Sitz war erneut in Washington, D.C. und das Werk in Hyattsville in Maryland. Sie begannen mit der Produktion von Automobilen. Der Markenname lautete Cartermobile. 1922 endete die Produktion. Insgesamt entstanden nur wenige Fahrzeuge.
Es gab keine Verbindung zur Carter Motor & Manufacturing Company, die den gleichen Markennamen benutzten.

## Fahrzeuge
Das einzige Modell war ein billiges Fahrzeug und sollte gegen das Ford Modell T konkurrieren. Ein Vierzylindermotor mit L-Kopf von Herschell-Spillman trieb die Fahrzeuge an. Das Fahrgestell hatte 284 cm Radstand. Überliefert sind offene Tourenwagen und zwei geschlossene Fahrzeuge. Der Neupreis betrug 895 US-Dollar. Zum Vergleich: Das Ford Modell T kostete zu der Zeit als Tourenwagen zwischen 355 und 450 Dollar.